# 1988-as labdarúgó-Európa-bajnokság (selejtező – 2. csoport)
Az 1988-as labdarúgó-Európa-bajnokság selejtezőjének 2. csoportjának mérkőzéseit tartalmazó lapja. A csoportban Málta, Olaszország, Portugália, Svájc és Svédország szerepelt. A csapatok körmérkőzéses, oda-visszavágós rendszerben játszottak egymással.
A csoportelső Olaszország kijutott az 1988-as labdarúgó-Európa-bajnokságra.

## Tabella
| Hely. | Csapat      | M | Gy | D | V | G+ | G– | Gk  | P  | Továbbjutás                            |     | Olaszország | Svédország | Portugália | Svájc | Málta |
| ----- | ----------- | - | -- | - | - | -- | -- | --- | -- | -------------------------------------- | --- | ----------- | ---------- | ---------- | ----- | ----- |
| 1.    | Olaszország | 8 | 6  | 1 | 1 | 16 | 4  | +12 | 13 | Kijutott az 1988-as Európa-bajnokságra |     | —           | 2–1        | 3–0        | 3–2   | 5–0   |
| 2.    | Svédország  | 8 | 4  | 2 | 2 | 12 | 5  | +7  | 10 |                                        |     | 1–0         | —          | 0–1        | 2–0   | 1–0   |
| 3.    | Portugália  | 8 | 2  | 4 | 2 | 6  | 8  | −2  | 8  |                                        | 0–1 | 1–1         | —          | 0–0        | 2–2   |       |
| 4.    | Svájc       | 8 | 1  | 5 | 2 | 9  | 9  | 0   | 7  |                                        | 0–0 | 1–1         | 1–1        | —          | 4–1   |       |
| 5.    | Málta       | 8 | 0  | 2 | 6 | 4  | 21 | −17 | 2  |                                        | 0–2 | 0–5         | 0–1        | 1–1        | —     |       |

## Mérkőzések
Az időpontok helyi idő szerint értendők.
| 1986. szeptember 24. 19:00 |

| Svédország      | 2–0               | Svájc |
| --------------- | ----------------- | ----- |
| Ekström 20' 80' | (1–0) Jegyzőkönyv |       |

| Råsunda Stadion, Solna Nézőszám: 27 751 Játékvezető: Vojtĕch Christov (csehszlovák) |

| 1986. október 12. 15:00 |

| Portugália | 1–1               | Svédország    |
| ---------- | ----------------- | ------------- |
| Coelho 61' | (0–0) Jegyzőkönyv | Strömberg 52' |

| Estádio Nacional, Lisszabon Nézőszám: 19 775 Játékvezető: Keith Hackett (angol) |

| 1986. október 29. 20:00 |

| Svájc    | 1–1               | Portugália    |
| -------- | ----------------- | ------------- |
| Bregy 6' | (1–0) Jegyzőkönyv | Fernandes 85' |

| Wankdorfstadion, Bern Nézőszám: 11 000 Játékvezető: Siegfried Kirschen (keletnémet) |

| 1986. november 15. 14:30 |

| Olaszország                   | 3–2               | Svájc                 |
| ----------------------------- | ----------------- | --------------------- |
| Donadoni 1' Altobelli 51' 85' | (1–1) Jegyzőkönyv | Brigger 30' Weber 88' |

| Giuseppe Meazza Stadion, Milánó Nézőszám: 67 422 Játékvezető: Aron Schmidhuber (nyugatnémet) |

| 1986. november 16. 14:30 |

| Málta | 0–5               | Svédország                                              |
| ----- | ----------------- | ------------------------------------------------------- |
|       | (0–1) Jegyzőkönyv | Hysén 38' Magnusson 67' Fredriksson 69' Ekström 82' 84' |

| Nemzeti Stadion, Ta’ Qali Nézőszám: 8311 Játékvezető: Hartmann Lajos (magyar) |

| 1986. december 6. 14:15 |

| Málta | 0–2               | Olaszország             |
| ----- | ----------------- | ----------------------- |
|       | (0–2) Jegyzőkönyv | Ferri 12' Altobelli 19' |

| Nemzeti Stadion, Ta’ Qali Nézőszám: 13 191 Játékvezető: Ihsan Türe (török) |

| 1987. január 24. 14:30 |

| Olaszország                                      | 5–0               | Málta |
| ------------------------------------------------ | ----------------- | ----- |
| Bagni 4' Bergomi 9' Altobelli 24' 35' Vialli 45' | (5–0) Jegyzőkönyv |       |

| Stadio Atleti Azzurri d'Italia, Bergamo Nézőszám: 32 370 Játékvezető: Stephanos Hadjistefanou (ciprusi) |

| 1987. február 14. 15:30 |

| Portugália | 0–1               | Olaszország   |
| ---------- | ----------------- | ------------- |
|            | (0–1) Jegyzőkönyv | Altobelli 40' |

| Estádio Nacional, Lisszabon Nézőszám: 14 195 Játékvezető: Michel Vautrot (francia) |

| 1987. március 29. 16:00 |

| Portugália      | 2–2               | Málta                  |
| --------------- | ----------------- | ---------------------- |
| Placido 11' 77' | (1–1) Jegyzőkönyv | Mizzi 23' Busuttil 68' |

| Estádio dos Barreiros, Funchal Nézőszám: 12 000 Játékvezető: John Kinsella (ír) |

| 1987. április 15. 30:00 |

| Svájc                     | 4–1               | Málta        |
| ------------------------- | ----------------- | ------------ |
| Egli 5' Bregy 16' 38' 87' | (3–0) Jegyzőkönyv | Busuttil 71' |

| Stade de la Maladière, Neuchâtel Nézőszám: 5400 Játékvezető: Roger Philippi (luxemburgi) |

| 1987. május 24. 18:00 |

| Svédország  | 1–0               | Málta |
| ----------- | ----------------- | ----- |
| Ekström 13' | (1–0) Jegyzőkönyv |       |

| Nya Ullevi, Göteborg Nézőszám: 16 165 Játékvezető: Kaj Natri (finn) |

| 1987. június 3. 19:00 |

| Svédország  | 1–0               | Olaszország |
| ----------- | ----------------- | ----------- |
| Larsson 25' | (1–0) Jegyzőkönyv |             |

| Råsunda Stadion, Solna Nézőszám: 40 070 Játékvezető: Dieter Pauly (nyugatnémet) |

| 1987. június 17. 20:15 |

| Svájc      | 1–1               | Svédország  |
| ---------- | ----------------- | ----------- |
| Halter 57' | (0–0) Jegyzőkönyv | Ekström 60' |

| Stade Olympique de la Pontaise, Lausanne Nézőszám: 7000 Játékvezető: Gerard Geurds (holland) |

| 1987. szeptember 23. 19:00 |

| Svédország | 0–1               | Portugália |
| ---------- | ----------------- | ---------- |
|            | (0–1) Jegyzőkönyv | Pinto 34'  |

| Råsunda Stadion, Solna Nézőszám: 28 916 Játékvezető: Valeri Butenko (szovjet) |

| 1987. október 17. 17:00 |

| Svájc | 0–0         | Olaszország |
| ----- | ----------- | ----------- |
|       | Jegyzőkönyv |             |

| Wankdorfstadion, Bern Nézőszám: 29 397 Játékvezető: Marcel van Langenhove (belga) |

| 1987. november 11. 21:00 |

| Portugália | 0–0         | Svájc |
| ---------- | ----------- | ----- |
|            | Jegyzőkönyv |       |

| Estádio das Antas, Porto Nézőszám: 3632 Játékvezető: Németh Lajos (magyar) |

| 1987. november 14. 14:30 |

| Olaszország    | 2–1               | Svédország  |
| -------------- | ----------------- | ----------- |
| Vialli 27' 47' | (1–1) Jegyzőkönyv | Larsson 38' |

| San Paolo Stadion, Nápoly Nézőszám: 59 046 Játékvezető: Adolf Prokop (keletnémet) |

| 1987. november 15. 14:30 |

| Málta        | 1–1               | Svájc      |
| ------------ | ----------------- | ---------- |
| Busuttil 89' | (0–1) Jegyzőkönyv | Zwicker 2' |

| Nemzeti Stadion, Ta’ Qali Nézőszám: 7112 Játékvezető: Georgios Koukoulakis (görög) |

| 1987. december 5. 14:30 |

| Olaszország                            | 3–0               | Portugália |
| -------------------------------------- | ----------------- | ---------- |
| Vialli 8' Giannini 87' De Agostini 89' | (1–0) Jegyzőkönyv |            |

| Giuseppe Meazza Stadion, Milánó Nézőszám: 13 524 Játékvezető: Jan Keizer (holland) |

| 1987. december 20. 14:20 |

| Málta | 0–1               | Portugália |
| ----- | ----------------- | ---------- |
|       | (0–0) Jegyzőkönyv | Rosa 74'   |

| Nemzeti Stadion, Ta’ Qali Nézőszám: 5651 Játékvezető: Hubert Forstinger (osztrák) |